# Пікулін Павло Петрович
Павло Петрович Пікулін (21 січня 1989, Житомир) — український підприємець та спортсмен, CEO та засновник Deus Robots, співзасновник ігрового холдингу WhaleApp.
З 2020 — член експертного комітету з питань розвитку сфери штучного інтелекту при Міністерстві Цифрової трансформації України.

## Біографія
Павло Пікулін народився у Житомирі. Батько — Петро Пікулін, займається електронікою, матір — Анжеліка Пікуліна, програміст. В дитинстві, зігравши в кілька ігр, почав цікавитись програмуванням, вивчати BASIC, HTML. 2010 року закінчив факультет кібернетики КНУ імені Тараса Шевченка.
У квітні 2021 року увійшов до TOP-100 TechDrivers України за версією BIT.UA — списку людей, які рухають діджитал і технології України вперед в категорії tech_світ.

## Кар'єра
У 7 років створив вебсайт для друга батька і заробив перші 20$. На десятиріччя батько подарував Пікуліну книгу по Visual Basic. Нові знання Павло використав для написання бота для браузерної гри «Бойцовский клуб» і до 13 років «заробив стільки, що міг купити машину» — близько 10 000$. Ці гроші він вклав у сервери.
2004 року створив систему для розпізнавання номерних знаків автомобілів, яка призвела до перемог на різних технічних конкурсах. Він навіть намагався продати її державі.
Зібравши близько 70 000$, літом 2008 року Пікулін відкриває власний комп'ютерний клуб в Києві на Подолі. Однак через фінансово-економічну кризу бізнес довелося закрити.

### 2009—2017: Створення власних ігор і партнерство з Plarium
2009 року Пікулін запропонував знайомим вкластися у його власну гру «Огнем и мечом», залучивши 90 000$ інвестицій. Однак цього не вистачило і проект завершився. Проте команді, що працювали над грою, довелося зробити інший цікавий проект — додаток Вконтакте для редагування фотографій друзів, що мав назву «Реставратор». Пізніше створили ще кілька додатків і заробляли на рекламі в них.
У 2010 році найбільший розробник ігор Вконтакте компанія Plarium викупили всю рекламу з додатків, згодом запропонували партнерство у створенні власних ігор, а потім і купили половину компанії Пікуліна.
Першою спільною з Plarium грою стала стратегія «Війна світів», а у 2013 вийшла «Battle of Zombies». Остання тиждень була № 1 в США і принесла не менше 5 млн. $ розробникам. У 2017 році засновники Plarium продали бізнес, а один із них, Ілля Турпіашвілі, запропонував Пікуліну стати партнером нового ігрового холдингу WhaleApp. Так завершилась співпраця Павла з Plarium і розпочалася робота з WhaleApp.

### З 2017: Deus Robots
2017 року Пікулін почав активно цікавитися робототехнікою.
2019 року разом із Легкобит Іриною та Шеляженко Павлом заснував компанія Deus Robots. За перші 2 роки Пікулін вклав в проект $1 млн з власної кишені.
У листопаді 2021 Нова пошта почала використовувати роботів компанії Deus Robots в терміналах для сортування відправлень до 30 кг.
У 2021 році компанія Deus Robots випустила 40 роботів. У грудні стало відомо про залучення $5 млн інвестицій від BGV Trident Capital, на які Пікулін планує розширити штат, орендувати приміщення у Києві та закупити обладнання.

## Спорт
Пікулін почав цікавитися картингом у 2014. Через рік здобув Кубок України з картингу. Щорічно відвідує SWS International Finals, де представляє Україну.